# Rivière des Matheux
La rivière des Matheux est un cours d'eau qui coule dans le département de l'Ouest à Haïti, et un petit fleuve côtier qui a son embouchure en Mer des Caraïbes.

## Géographie
Ce fleuve qui se jette dans le golfe de la Gonâve à l'ouest de la ville d'Arcahaie. Il prend sa source dans la chaîne des Matheux dont il tire le nom.
Son cours mesure environ une quinzaine de kilomètres de long. Elle reçoit les eaux de son principal affluent, la rivière Bas Larou.
Lors des tempêtes, la rivière des Matheux déborde et inonde ses abords en raison notamment du non entretien de ses berges, de l'invasion des plantes et des nombreux dépôts de déchets.

## Histoire
Au début de la colonisation française de l'île de Saint-Domingue, la rivière des Matheux s'appelait rivière de l'Arcahaie, du nom de la ville située à proximité.
En 2012, furent inaugurés deux barrages sur les rivières des Matheux et Courjolle afin d'irriguer la plaine de l'Arcahaie.